# Doom Eternal
Doom Eternal è un videogioco di genere sparatutto in prima persona del 2020, sequel di Doom (2016).
Annunciato durante la conferenza di Bethesda Softworks all'E3 2018, Doom Eternal è sviluppato da id Software per sistemi operativi Microsoft Windows, per la piattaforma di streaming Google Stadia e console PlayStation 4, Xbox One, Nintendo Switch, Xbox Series X e PlayStation 5.

## Trama
Sono passati due anni dagli eventi del capitolo precedente. Le forze dell'Inferno hanno iniziato a invadere la Terra, sterminandone il 60% della popolazione anche grazie alla corrotta Union Aerospace Corporation, controllata da adoratori dei demoni.
In questo scenario apocalittico il Doom Slayer arriva per respingere i demoni dopo essere stato tradito e teletrasportato in una località sconosciuta dal Dottor Samuel Hayden, ora capo della resistenza umana, forte di un nuovo arsenale a bordo di una enorme nave/stazione spaziale controllata dalla IA VEGA.
La missione del protagonista è quella di eliminare tre Sacerdoti Infernali messi a capo dei demoni da Khan Maykr, un essere angelico il cui scopo è quello di sacrificare la Terra al fine di far prosperare il suo mondo natio Urdak.
Dopo aver ucciso il primo sacerdote Deag Nilox a New York il Khan Maykr teletrasporta i rimanenti due in località ignote costringendo il Doom Slayer a cercarli. Dopo aver recuperato un localizzatore celestiale sul mondo nativo delle Sentinelle di Exultia il protagonista recupera una fonte di energia da una ex-Sentinella caduta sotto il dominio demoniaco chiamata " Il Traditore". VEGA localizza il secondo Sacerdote in una fortezza nell'Artico dove il Doom Slayer uccide le guardie del corpo dello stregone e decapita lo stesso.
Successivamente il protagonista si dirige in Europa centrale dove l'invasione ha avuto inizio e dopo aver ucciso orde di nemici distrugge il Super Nido di Sangue mettendo un forte freno all'avanzata demoniaca. Su consiglio di VEGA, l'eroe recupera da una base della resistenza il Crogiolo e i resti semidistrutti del corpo robotico di Samuel Hayden poiché tramite lui è possibile localizzare l'ultimo Sacerdote. Dopo aver sconfitto un Marauder lo Slayer collega la mente di Hayden al Mainframe della sua nave e qui il professore informa il protagonista che l'ultimo stregone si trova a Sentinel Prime, città delle Sentinelle accessibile solo dalla città perduta di Hebeth vicina al nucleo di Marte. Quindi lo Slayer si reca su Phobos dove si trova una stazione da battaglia umana assediata dai demoni, recupera la superarma BFG 10.000 orbitale per fare un buco enorme sulla superficie del pianeta rosso e giunge ad Hebeth, da cui accede a Sentinel Prime.
Qui trova il suo bersaglio in un'arena. Durante il tragitto lo Slayer ha dei flashback che rivelano le sue origini e il motivo della sua forza sovrumana; molti di questi collegano Doom: Eternal alla saga originale del Doom Guy degli anni 90 (da Doom a Doom 64). Lo Slayer infatti è il Doomguy reso immortale dal misterioso Serafino.
L'eroe uccide l'ultimo Sacerdote e pone fine all'invasione sulla terra ma questo atto lo porta ad essere espulso dalle Sentinelle controllate da Khan Maykr, la quale disattiva da remoto la fortezza dello Slayer per impedirgli di intralciare ulteriormente i loro piani. Infatti ora come ultima risorsa Khan Maykr intende resuscitare l'Icona del Peccato per distruggere l'umanità controllandolo attraverso il cuore del figlio morto del "Traditore".
Utilizzando le energie latenti del Crogiolo lo Slayer riattiva la nave e percorre un viaggio pericoloso all'inferno per riforgiare il suo vecchio Crogiolo di quando era una Sentinella tramite l'energia Argent. Trovato quindi un portale per Urdak lo Slayer interrompe il rituale distruggendo il cuore con il pugnale del Traditore rendendo però l'Icona del Peccato incontrollabile e permettendo a quest'ultimo di fuggire sulla Terra.
Dopo il confronto finale con Khan Maykr che si conclude con la morte di quest'ultima, l'eroe torna sulla terra e nel duello finale sconfigge l'Icona del Peccato grazie al potere del Crogiolo.
Con la sua missione compiuta il Doom Slayer si allontana lentamente mentre viene mostrato il sistema solare devastato con in sottofondo la voce del capo delle Sentinelle Re Novik il quale afferma che la lotta dello Slayer è eterna.

## Modalità di gioco
Il gioco continua l'enfasi del suo predecessore sul combattimento frenetico, incoraggiando il giocatore ad attaccare aggressivamente i nemici per acquisire salute e munizioni. Il giocatore ha accesso a varie armi da fuoco, come il fucile a pompa, la doppietta, il cannone pesante, il lanciarazzi, il fucile al plasma e la Ballista. Possono anche essere usate armi da mischia come la motosega, la spada energetica "Lama del Crogiolo" e una lama retrattile sul braccio sinistro; quest'ultima offre l'opportunità di una più ampia varietà di esecuzioni "gloriose" rapide e violente. Il Super Shotgun ora è dotato di un "gancio da macellaio", che fionda il giocatore verso un nemico, funzionando come un rampino sia in scenari di combattimento e ambientali. Gli armamenti, inclusi missili, lanciagranate e lanciafiamme possono anche essere attaccati all'armatura del Doom Slayer. Verranno inoltre introdotte nuove meccaniche di movimento come arrampicarsi sui muri e gli scatti. Il direttore creativo Hugo Martin ha dichiarato che ci saranno il doppio dei tipi di demoni visti nel primo reboot, con nuovi nemici, come il Razziatore e il Doom Hunter, mentre altri saranno anche reintrodotti dai precedenti capitoli della serie, come l'Elementale del dolore, l'Arachnotron e l'Arch-vile. È stato, inoltre, implementato un nuovo sistema chiamato "distruttibilità dei demoni", in cui i corpi dei nemici mostrano deterioramenti quando subiscono danni. Il gioco sarà caratterizzato da una modalità multiplayer asimmetrica chiamata "Invasione", in cui i giocatori possono unirsi alle campagne per giocatore singolo di altri, combattendo contro di loro impersonando i demoni. Questa modalità può essere disattivata dai giocatori che desiderano giocare da soli. Oltre a Invasione, il gioco presenta altre modalità multiplayer standard.

## The Ancient Gods(DLC)
The Ancient Gods (Gli Antichi Dei) è un contenuto scaricabile in due parti di Doom Eternal. Annunciato durante il QuakeCon 2020, il DLC segue la storia principale poco dopo gli eventi accaduti in esso, è gratuito per i possessori del Pass Anno 1 o dell’edizione Deluxe, questi DLC possono essere anche acquistati in versione stand-alone da chi non ha il gioco base. La Parte 1 è disponibile dal 20 ottobre 2020, la Parte 2 è disponibile dal 18 marzo 2021. 
- Parte 1: Oltre al seguito della storia, include diversi contenuti.
  - le mappe: UAC Atlantica, Blood Swamps, The Holt
  - le rune: Desperate Punch, Take Back, Break Blast
  - i costumi: Makyr Slayer, Industrial Espionage, Wetland Warrior, Blood Slayer
  - icone e badge giocatore.[4]
- Parte 2: continuo della storia parte 1.
  - le mappe: The World Spear, Reclaimed Earth, Immora
  - nuove armi: Sentinel Hammer, Super Shotgun MeatHook Grapple Points
  - i costumi: World Spear, Survivor, Hellforged, Barbarian Slayer Master
  - nuovo boss finale, icone.[5]

### The Ancient Gods - Parte 1
Nella prima parte dell'espansione, la storia riprende poco dopo la fine della campagna principale.
Ci si ritrova nel quartiere generale della Resistenza contro i demoni, "l'Arca" (da cui appunto il nome della compagnia, "A.R.C."), una nave da guerra situata in mezzo all'oceano, in modo da non essere facilmente attaccabile dalle forze demoniache. Il personale dell'ARC è intento a preparare il portale per il trasferimento dello Slayer, che qui appare intento a preparare il suo equipaggiamento per la battaglia. Lo Slayer viene quindi inviato in una vecchia base oceanica della UAC, dove Samuel Hayden (la cui coscienza si è scaricata nella tuta dello Slayer dopo che VEGA è rimasto su Urdak) informa l'eroe dell'obiettivo della missione: recuperare la chiave per la camera del Serafino. Quest'ultimo è infatti l'unico che possa aiutare a risolvere la situazione.
Lo Slayer recupera quindi la chiave della camera e, sopravvissuto all'autodistruzione della struttura, raggiunge la parte sottomarina della struttura, dove si trova la camera. Appena raggiunta quest'ultima, lo Slayer inserisce la chiave nel terminale Maykr lì presente, mentre il Dr. Hayden scarica la sua coscienza nel corpo del Serafino, affermando di essere lì per aiutare, "come ha sempre fatto".
Rivelato quindi che Samuel Hayden è egli stesso il Serafino, informa lo Slayer di aver saputo chi fosse fin dal primo momento, e di averlo sottoposto alla Divinity Machine per un preciso motivo, proponendogli quindi di offrire qualcosa in cambio "servendo gli Dei ancora una volta".
Tornati entrambi sull'Arca, il Serafino "Samur Maykr" mostra però segni di malessere, e afferma che per lui è iniziato il processo di "Trasfigurazione", per la cui interruzione ha bisogno dell'aiuto del suo padrone, il Padre. Ordina perciò allo Slayer di recuperarne la "Sfera Vitale" dal Santuario (luogo dove tutte le Sfere Vitali dei Maykr giacciono dopo la loro morte), posto sopra le Paludi Infernali. Poiché Samur Maykr non può seguire lo Slayer nel tragitto, in quanto è proibito ai Maykr di accedere alla dimensione infernale, sarà il giovane Stagista (incontrato la prima volta nella missione di recupero del corpo robotico di Hayden nella campagna base) a guidare lo Slayer attraverso le paludi. Arrivato appena sotto il Santuario e completata la "Sfida di Maligog", ci si trova al cospetto appunto del Titano Maligog, che "innalza" lo Slayer fino al Santuario. Qui, il Serafino gli chiede di raccogliere la Sfera Vitale del Padre, sostenendo che egli lo salverà, ma intravedendo strane intenzioni negli atteggiamenti del Serafino, stritola la Sfera Vitale del Padre distruggendola, impedendo che quest'ultimo possa avere nuovamente una forma fisica e accelerando la trasfigurazione di Samur Maykr, condannandolo inevitabilmente.
Raccogliendo le varie voci del Codex nel corso del gioco infatti, si scopre che il Padre, quando aveva forma fisica, aveva affrontato e sconfitto suo figlio Davoth, ovvero il Dark Lord (Signore Oscuro dei Demoni) quando questi aveva iniziato una crociata di conquista di potere per sopravvalere sul suo creatore, condannando però la sua dimensione, Jakkad, alla corruzione trasformandola nell'Inferno che ora è. Il Padre però si era rivelato incapace di uccidere il proprio figlio, e perciò si era limitato solo a prelevarne la Sfera Vitale e sigillare Urdak e le restanti dimensioni per evitare che i demoni potessero invaderle, senza però riuscirvi a pieno.
È possibile quindi intuire che lo Slayer, intenzionato a eliminare tutti i demoni, abbia voluto distruggere la Sfera Vitale del Padre per evitare che questi gli impedisca di uccidere il Signore Oscuro, ostacolandolo nella sua missione.
Al Santuario, infatti, lo Slayer raccoglie quindi la Sfera Vitale del Dark Lord (uguale a quella del Padre in dimensione, ma di un colore rosso intenso). Abbandonato il Serafino e tornato sull'Arca, dopo che tutto il personale fugge alla vista della Sfera Vitale di Davoth, lo Slayer ottiene l'aiuto del suo fedele "fan", lo Stagista, ora unico rimasto al suo fianco. Quest'ultimo comprende le vere intenzioni dello Slayer, ovvero portare la Sfera Vitale del Dark Lord su Urdak, nella Sala della Vita, dove potrà conferire una nuova forma fisica al suo peggior nemico, garantendosi perciò l'opportunità di ucciderlo definitivamente. Lo stagista apre quindi il portale per Urdak, incitando poi il suo idolo chiamandolo "Doomguy".
Dopo aver attraversato parte di Urdak, lo Slayer si ritrova però nuovamente davanti il Serafino, che una volta terminato violentemente il processo di Trasfigurazione, si tramuta in un essere demoniaco alato, che attacca l'eroe con l'ausilio di altri demoni, di cui talvolta prende possesso. Terminato lo scontro con lo Slayer vincente, questi si appresta a uccidere il suo ex alleato, venendo però fermato dal Padre, che presente ora solamente come entità spirituale, teletrasporta Samur Maykr in un posto ignoto, spiegando allo Slayer che "non serve che uccida il suo servo fedele".
Entrato quindi nella Sala della Vita, lo Slayer quindi consegna la Sfera Vitale in suo possesso ad altri due Serafini lì presenti, che iniziano il processo di creazione del corpo.
Il Padre, nel mentre, spiega allo Slayer che "il Dark Lord è il più potente tra tutti i demoni. Non un semplice soldato, ma un vero guerriero. L'unico che tutti i demoni temano davvero tra loro".
Non appena il processo è completato, si scopre che il Davoth ha le stesse somiglianze dello Slayer, ne condivide il marchio sulla schiena e si differenzia per i suoi occhi rossi, l'essere quasi completamente tatuato con simboli demoniaci e la presenza di un inserto metallico nel suo petto in cui si intravede la sua Sfera Vitale.
La prima parte del dlc si conclude con questa sconcertante visione, accompagnata dalla voce del Padre che descrive il Signore Oscuro allo Slayer con la frase: "Sei Tu, nel Loro mondo!".

### The Ancient Gods - Parte 2
La seconda espansione inizia esattamente dove finisce la prima, con lo Slayer che, dopo aver utilizzato la Sfera Vitale del Signore Oscuro, vuole attaccare ed uccidere Davoth, cosa però impossibile in quanto su Urdak, nel Luminarium, lo spargimento di sangue è vietato. Pertanto l'incontro si conclude con il Dark Lord che attraversa un portale, dicendo allo Slayer che se vuole ucciderlo dovrà recarsi ad Immora, città infernale dove Davoth lo aspetterà.
Con il Serafino Samur (l'ex Dottor Hayden) ormai scomparso, lo Slayer viene guidato nel suo viaggio verso Immora dallo stagista dell'ARC e dal Padre.
L'unico accesso conosciuto per la città infernale si trova sulla Terra, attraverso il Portale di Divum.
Per attivare il portale, però, è necessario recuperare un cristallo custodito dagli Spettri degli antichi dei. Il cristallo si trova all'interno della World Spear nella città di Argent D'Nur. Lo slayer quindi si reca ad Argent D'Nur, dove dovrà accendere la fiamma della Torcia dei Re, il che servirà per far conoscere a tutte le Sentinelle ancora libere che qualcuno ha intenzione di entrare nella World Spear.
Nel corso del primo livello ("World Spear") lo Slayer incontrerà il Comandante Valen (il "Traditore") che, finalmente in pace dato che l'anima di suo figlio è stata liberata dopo che lo Slayer aveva pugnalato il cuore con cui la Kahn Maykr cercava di risvegliare l'Icona del Peccato, cede allo Slayer il Martello delle Sentinelle, arma che servirà allo Slayer per stordire i nemici ed ottenere munizioni ed equipaggiamenti.
Al termine del livello lo Slayer entrerà nella World Spear, che si scopre essere una astronave aliena caduta sulla Terra moltissimi anni prima con un urto fortissimo, e liberando gli Spiriti degli antichi dei. Leggendo i Codex non è chiaro se gli Spiriti fossero entità già presenti sulla terra liberatesi dopo la caduta della World Spear o se, al contrario, questi fossero i passeggeri alieni dell'astronave. All'interno dell'astronave lo Slayer recupera il Cristallo, che è sorvegliato da 5 Spiriti dalle sembianze Maykrs.
Con il cristallo lo Slayer si reca nuovamente sulla terra per attraversare il Portale di Divum che lo condurrà ad Immora.
Il secondo livello ("Terra Reclamata") vede lo Slayer attraversare una città dove la natura ha riconquistato gli spazi distrutti dai demoni, fino ad un laboratorio al cui interno si trova il Portale, utilizzato in passato proprio dal Signore Oscuro per andare e venire sulla terra.
Attraverso il portale lo Slayer arriva ad Immora, giusto in tempo per scoprire che le Sentinelle, guidate dal Comandante Valen, hanno deciso di seguire lo Slayer ed attaccare Immora.
La città di Immora è circondata da montagne con un sistema di protezione delle sue mura. Lo Slayer quindi procede fino a far breccia nelle mura della città per fare ingresso, finalmente, nel cuore di Immora.
La città infernale si presenta, contrariamente alle classiche ambientazioni infernali con fiumi di lava e fuoco e fiamme ovunque, come una città tecnologicamente avanzata. Lo stesso Stagista si stupisce di come Immora non sia mai stata descritta per come realmente è. Man mano che lo Slayer si avvicina al Signore Oscuro, si addentrerà sempre più in una città che presenta diverse analogie con Urdak, che potrebbe essere considerata a tutti gli effetti come una sua copia.
Al termine del livello lo Slayer attraversa un portale che lo condurrà direttamente allo scontro finale con il Signore Oscuro.
Durante lo scontro finale lo Slayer apprenderà di essere stato ingannato dal Padre e dal Serafino, suo braccio destro. Infatti, contrariamente a quanto lo Slayer aveva sempre creduto, il vero creatore di tutto l'universo non è mai stato il Padre, ma Davoth, il signore oscuro. Immora è la capitale del primo mondo, Jekkad, divenuto in seguito l'inferno. E con ciò si spiega come mai Jekkad fosse l'unico mondo dal quale era possibile accedere a tutti gli altri mondi.
Anche il Padre, quindi, è una creazione di Davoth, contro il quale si rivolterà fino ad imprigionarlo nelle mura di Immora. Si intuisce, quindi, che la rimozione del Padre ad opera del Serafino (e la sua trasformazione in Vega) era dovuta al timore della vendetta del vero creatore, Davoth. Il tradimento del Padre e quindi delle creazioni di Davoth, ha determinato il decadimento di Immora e la trasformazione di Jekkad nell'inferno.
Davoth, desideroso di vendetta contro tutte le sue creature, si scaglia contro lo Slayer, ma al termine di una lunga lotta lo Slayer ha la meglio ed uccide Davoth. La morte di Davoth, nella sua forma fisica, ha l'effetto di uccidere istantaneamente tutti i demoni al di fuori dell'inferno, in qualsiasi dimensione essi si trovino.
Tuttavia, dato che anche lo Slayer è stato creato da Davoth, la morte di quest'ultimo determina la perdita di coscienza dello Slayer, che viene quindi imprigionato nel Santuario (dove lo stesso Slayer aveva distrutto la Sfera Vitale del Padre e recuperato quella del SIgnore Oscuro) in un sarcofago dai Maykrs, alla presenza degli Spiriti. Si intuisce che lo Slayer non è morto, ma soltanto immobilizzato, perché il gioco termina con la frase "possa il sangue sulla tua spada non asciugarsi mai, e possiamo noi non avere più bisogno ancora di te".

## Sviluppo
Il gioco è stato sviluppato da id Software con la versione di Nintendo Switch sviluppata da Panic Button. Marty Stratton e Hugo Martin tornano entrambi a dirigere il gioco. Il gioco è il primo a essere sviluppato con il motore id Tech 7, che presenta dieci volte meglio il dettaglio geometrico e la fedeltà delle texture dell'id Tech 6. Secondo Stratton, il team puntava a creare un "Universo di Doom", con ambienti più grandi e più variegati da far esplorare ai giocatori, tra cui l'"Inferno sulla Terra". A differenza del suo predecessore, id Software sta sviluppando la componente multiplayer del gioco internamente invece di affidarla allo sviluppatore multiplayer del gioco precedente Certain Affinity, con l'obiettivo di rendere l'esperienza più "social" e "connessa" con la campagna per giocatore singolo. Il team ha deciso di rimuovere la modalità SnapMap e riassegnare la propria risorsa per sviluppare contenuti scaricabili dal post-lancio della campagna.. Bethesda Softworks ha annunciato il gioco all'Electronic Entertainment Expo 2018, con il primo filmato di gameplay svelato al QuakeCon 2018. Il gioco è compatibile con Microsoft Windows, PlayStation 4, Nintendo Switch e Xbox One. A comporre la colonna sonora del gioco è presente Mick Gordon, già compositore della colonna sonora di Killer Instinct e Doom (videogioco 2016)

## Accoglienza
| Testata                          | Versione | Giudizio |
| -------------------------------- | -------- | -------- |
| Metacritic (media al 23/08/2021) | PC       | 88/100   |
| Metacritic (media al 23/08/2021) | XONE     | 88/100   |
| Metacritic (media al 23/08/2021) | PS4      | 87/100   |
| Metacritic (media al 23/08/2021) | N.Switch | 80/100   |
| OpenCritic (media al 23/08/2021) | Tutte    | 89/100   |
| Destructoid                      | PS4      | 8.5/10   |
| EGM                              | Tutte    | [ 12 ]   |
| Game Informer                    | XONE     | 9.25/10  |
| GamesRadar+                      | Tutte    | [ 14 ]   |
| Jeuxvideo.com                    | Tutte    | 18/20    |
| PC Games                         | Tutte    | 9/10     |
| PCGamesN                         | Tutte    | 9/10     |
| VG247                            | Tutte    | [ 18 ]   |
| VideoGamer.com                   | Tutte    | 8/10     |

Doom Eternal è stato accolto dalla critica specializzata con favore.
| Data             | Premio                 | Categoria              | Risultato       | Fonte  |
| ---------------- | ---------------------- | ---------------------- | --------------- | ------ |
| 16 novembre 2018 | Golden Joystick Awards | Gioco più atteso       | Candidato       | [ 20 ] |
| 28 giugno 2019   | Game Critics Awards    | Miglior Gioco PC       | Vincitore/trice | [ 21 ] |
| 28 giugno 2019   | Game Critics Awards    | Miglior Gioco d'Azione | Vincitore/trice | [ 21 ] |
| 10 dicembre 2020 | The Game Awards 2020   | Game of the Year       | Candidato       | [ 22 ] |
| 10 dicembre 2020 | The Game Awards 2020   | Best Score and Music   | Candidato       | [ 22 ] |
| 10 dicembre 2020 | The Game Awards 2020   | Best Audio Design      | Candidato       | [ 22 ] |
| 10 dicembre 2020 | The Game Awards 2020   | Best Action Game       | Candidato       | [ 22 ] |
| 10 dicembre 2020 | The Game Awards 2020   | Player's Voice         | Candidato       | [ 22 ] |
| 19 dicembre 2020 | PC Gamer Awards 2020   | Best FPS               | Vincitore/trice | [ 23 ] |